# QFS
QFS (англ. Quick File System) — файлова система з відкритим кодом від Sun Microsystems. Вона тісно інтегрована з SAM (Storage and Archive Manager), тому часто називається SAM-QFS. SAM надає функціональність ієрархічного управління носіями.
QFS підтримує можливість управління томами, дозволяючи групувати декілька дисків в одну файлову систему. Метадані можуть зберігатися на окремих дисках, що важливо для швидкого пошуку даних.
SAM-QFS була розроблена компанією LSC Inc, яку купила Sun в 2001. Sun відкрила початковий код SAM-QFS у проекті OpenSolaris у березні 2008.

## Виноски
1. ↑  Ted Pogue (17 марта 2008). SAM-QFS Code Open Sourced. blogs.sun.com (англ.). Архів оригіналу за 07-04-2012. Процитовано 18-05-2010.